# Alfa Lacertae
Alfa Lacertae (α Lac) – najjaśniejsza gwiazda w gwiazdozbiorze Jaszczurki. Jest odległa od Słońca o około 103 lata świetlne.

## Nazwa
Nazwa własna gwiazdy, Stellio, pochodzi od alternatywnej nazwy dla konstelacji Jaszczurki, którą nadał jej Jan Heweliusz; Stellio to nazwa konkretnego gatunku jaszczurki, harduna (Stellagama stellio). Międzynarodowa Unia Astronomiczna w 2024 formalnie zatwierdziła użycie nazwy Stellio dla określenia tej gwiazdy.

## Charakterystyka
Jest to biała gwiazda ciągu głównego, należąca do typu widmowego A1. Jej temperatura to 9200 K, wyższa niż temperatura fotosfery Słońca, a jej jasność jest 27 razy większa niż jasności Słońca. Gwiazda ma promień dwukrotnie większy niż Słońce i nieco ponad dwukrotnie większą masę. Jest to młody obiekt, który względnie niedawno rozpoczął okres syntezy wodoru w hel; przy takiej masie będzie on trwał łącznie około miliarda lat. Zakończywszy ten etap, gwiazda zamieni się w czerwonego olbrzyma, a życie zakończy jako biały karzeł.
Gwiazda ma optycznego towarzysza o wielkości gwiazdowej 11,8m, oddalonego o 46,1 sekundy kątowe (pomiar z 2010 r.). Jednak gwiazdy te oddalają się szybciej niż byłoby to możliwe, gdyby układ był związany grawitacyjnie, a ponadto składnik BD+49°3875B okazuje się być również gwiazdą typu widmowego A; aby świecić tak słabo, musi być około 27 razy dalej od Słońca niż Alfa Lacertae.